# Kozmice (przystanek kolejowy)
Kozmice – przystanek kolejowy w Kozmicach, w kraju morawsko-śląskim, w Czechach. Znajduje się na wysokości 240 m n.p.m. i leży na linii kolejowej nr 317.